# Финал Кубка Швеции по футболу 1944
Финал Кубка Швеции по футболу 1944 — финальный матч 4-го розыгрыша Кубка Швеции по футболу, который состоялся 1 октября 1944 года на стадионе «Росунда» в Стокгольме.

## Путь к финалу
| Мальмё       | Мальмё    | Стадия     | Норрчёпинг | Норрчёпинг |
| ------------ | --------- | ---------- | ---------- | ---------- |
| Соперник     | Результат | Раунд      | Соперник   | Результат  |
| Ландскруна   | 8:0       | 2-й раунд  | Отвидаберг | 4:0        |
| АИК          | 5:1       | 1/4 финала | ГАИС       | 4:2        |
| Хельсингборг | 6:0       | 1/2 финала | Эльфсборг  | 2:1        |

## Отчёт о матче
| Мальмё                                  | 4:3 (доп. вр.) | Норрчёпинг                           |
| --------------------------------------- | -------------- | ------------------------------------ |
| - Таппер 6′, 7′, 100′ - Г. Нильссон 40′ |                | - Г. Нурдаль 1′, 52′ - Росенгрен 75′ |

| Мальмё:          |                    |
| Вр               | Хельге Бенгтссон   |
| Защ              | Хассе Мальмстрём   |
| Защ              | Эрик Нильссон      |
| Защ              | Челль Росен        |
| Защ              | Стуре Мортенссон   |
| ПЗ               | Челль Йертссон     |
| ПЗ               | Эгон Йёнссон       |
| ПЗ               | Бёрье Таппер       |
| ПЗ               | Густав Нильссон    |
| Нап              | Карл-Эрик Сандберг |
| Нап              | Стеллан Нильссон   |
| Тренер:          |                    |
| Иштван Вампетитш |                    |

| Норрчёпинг:   |                  |
| Вр            | Торстен Линдберг |
| Защ           | Кнут Нурдаль     |
| Защ           | Йёста Мальм      |
| Защ           | Биргер Росенгрен |
| Защ           | Эйнар Стен       |
| ПЗ            | Леннарт Вигрен   |
| ПЗ            | Хальвар Карлбум  |
| ПЗ            | Свен Перссон     |
| ПЗ            | Гуннар Нурдаль   |
| Нап           | Эрик Хольмквист  |
| Нап           | Георг Эриксон    |
| Тренер:       |                  |
| Лайош Цейзлер |                  |